# Sakugawa Kanga
Sakugawa Teruya Kanga (佐久川親雲上寛賀, Sakugawa Teruya Kanga; 1733 – 1815) è stato un karateka giapponese.
Originario di famiglia nobile, fu spesso capo delle delegazioni inviate in Cina per il pagamento dei tributi; da questi viaggi tornò con una approfondita conoscenza del Kempo.
Con tutta probabilità fu il primo maestro a tentare la sistematizzazione del Tōde, termine da lui coniato per individuare l'arte del combattimento a mano vuota, quindi più che tutto ebbe una fama leggendaria per il suo influsso nell'evoluzione del Karate.
È ritenuto il maestro di Sōkon Matsumura, purché non esistano prove certe che confermino questa tesi.